# Salix yuhkii
Salix yuhkii är en videväxtart som beskrevs av Arika Kimura. Salix yuhkii ingår i släktet viden, och familjen videväxter. Inga underarter finns listade i Catalogue of Life.